# Lovro Šprem

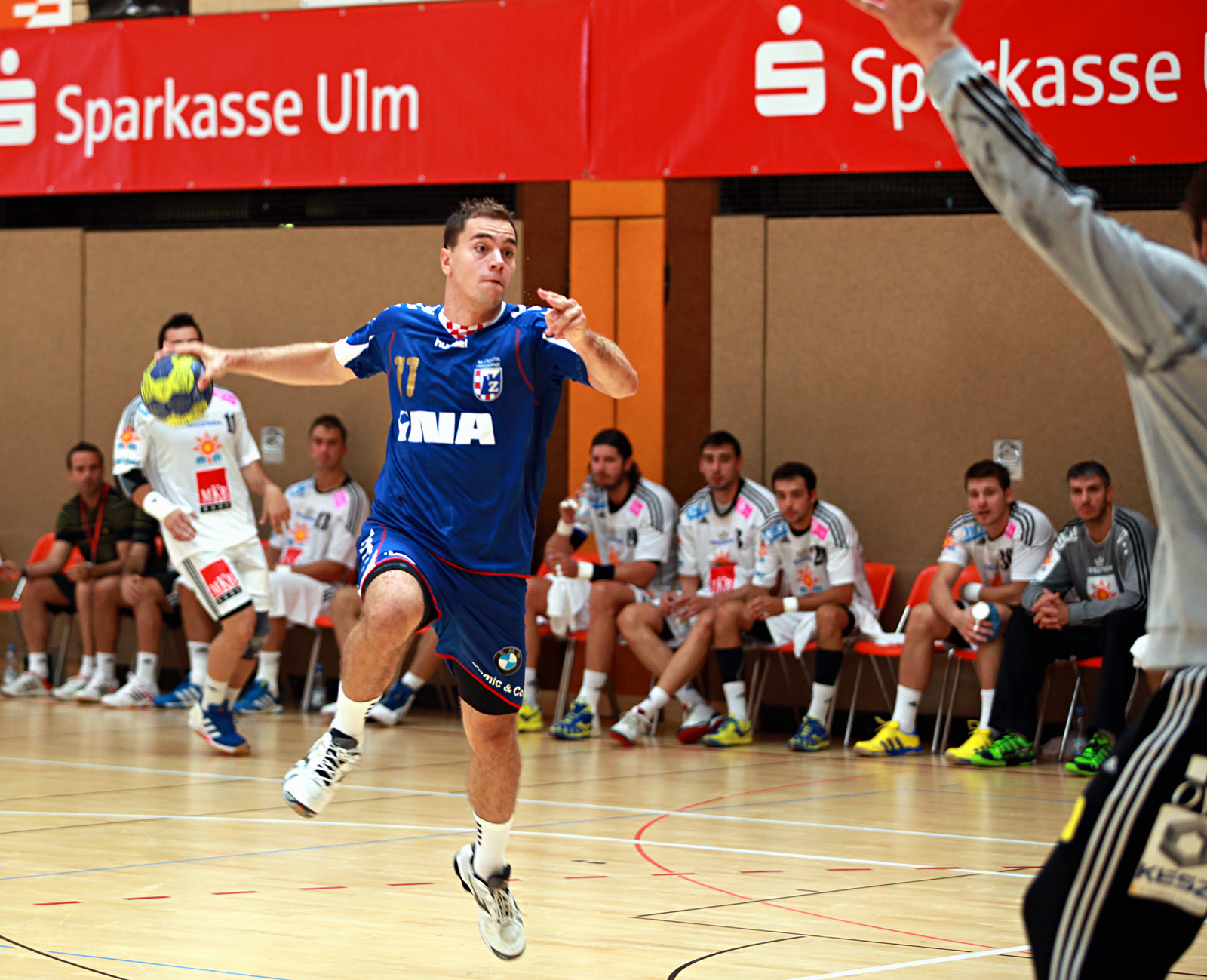
Lovro Šprem am 17. August 2013 beim Sparkassen-Cup

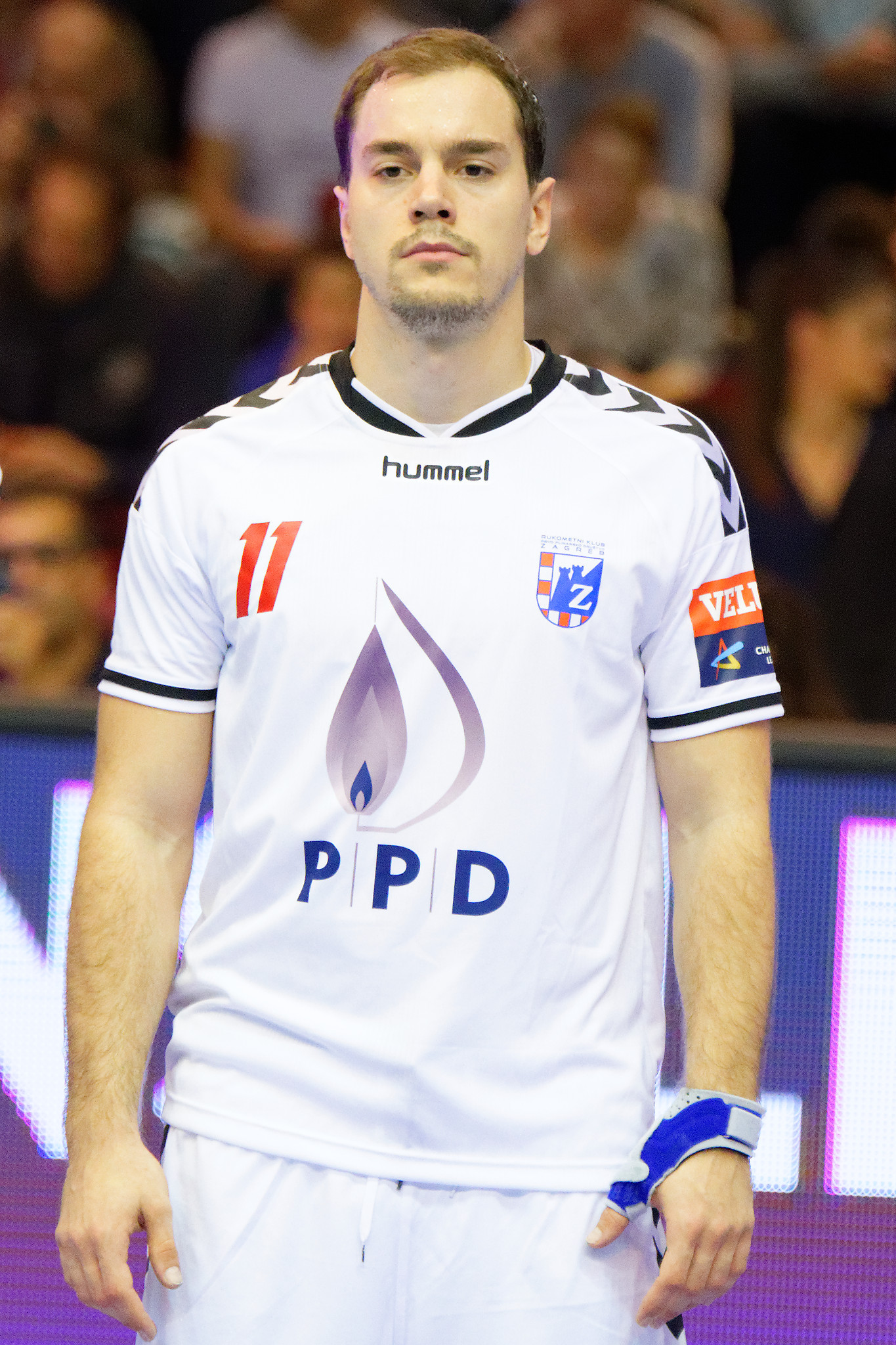
Lovro Šprem (2015)

Lovro Šprem (* 26. Januar 1990 in Zagreb) ist ein Handballspieler aus Kroatien.
Der 1,85 Meter große und 82 Kilogramm schwere linke Außenspieler spielte ab 1997 bei RK Medveščak Zagreb und wechselte 2010 zu RK Sisak. Seit der Saison 2011/12 steht er beim RK Zagreb unter Vertrag. Mit Zagreb gewann er 2012, 2013, 2014, 2015 und 2016 die Meisterschaft sowie 2012, 2013, 2014, 2015 und 2016 den Pokal.
Šprem gewann mit der kroatischen Jugendauswahl die Goldmedaille bei der U-19-Weltmeisterschaft 2009. Für die kroatische Nationalmannschaft steht Lovro Šprem im erweiterten Aufgebot für die Europameisterschaft 2014, er bestritt bis dahin 22 Länderspiele (26 Tore). Lovro ist der jüngere Bruder von Goran Šprem.